# Christoph Blumhardt

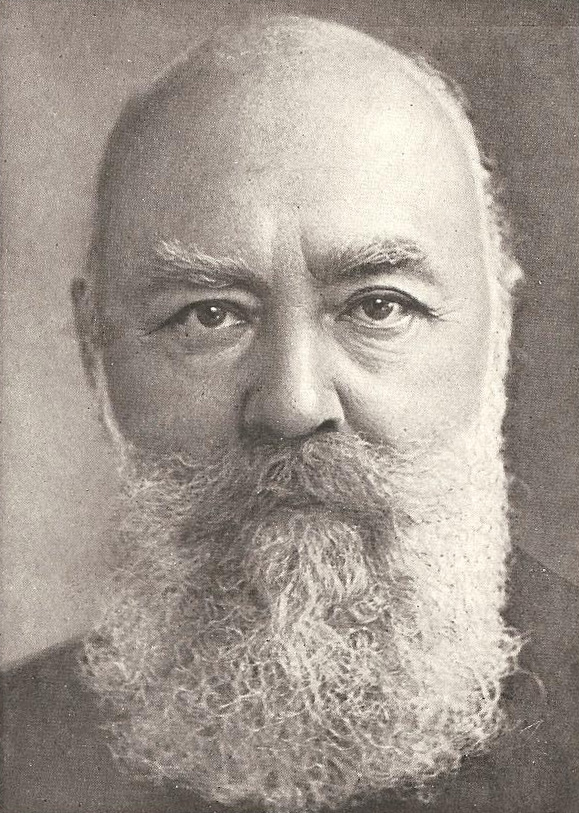
Christoph Blumhardt

Christoph Friedrich Blumhardt (* 1. Juni 1842 in Möttlingen bei Calw; † 2. August 1919 in Jebenhausen bei Göppingen) war ein württembergischer evangelischer Theologe, Pfarrer und Kirchenlieddichter, später auch Landtagsabgeordneter für die SPD. Er gilt als der Begründer der religiös-sozialen Bewegung in der Schweiz und in Deutschland.

## Leben
Sein Vater Johann Christoph Blumhardt war ebenfalls Pfarrer, der einen starken Pietismus, der mit der Kraft des Heiligen Geistes im Alltag rechnete, vertrat, durch eine wunderbare Heilung einer als unheilbar geltenden Frau überregional bekannt wurde und 1852 das Kurhaus in Bad Boll erworben hatte. Vater und Sohn wurden auf dem sog. Blumhardt-Friedhof nahe der Herrnhuter Siedlung außerhalb Bad Bolls begraben.

### Bad Boll
Christoph Blumhardt kam nach seinem Studium der Evangelischen Theologie in Tübingen und anschließendem Vikariat im Jahr 1869 als Gehilfe und Sekretär seines Vaters nach Bad Boll. Während seines Studiums wurde er 1862 Mitglied der Verbindung Normannia Tübingen.
Im Jahr 1870 heiratete er Emilie Bräuninger, die Tochter eines Landwirts. Nach dem Tod seines Vaters übernahm er 1880 die Leitung von Bad Boll. Er gewann als Seelsorger und wortgewaltiger Bußprediger einen Ruf weit über seine Heimat hinaus. Einer seiner Gäste war 1892 zeitweise auch der junge Hermann Hesse, der aus dem evangelisch-theologischen Seminar in Maulbronn ausgerissen war und auf Wunsch seiner Eltern in Bad Boll unterkam.
Erst im Oktober 1896 erlebte Blumhardt eine Art „Erweckung“, die ihn gewiss machte, dass er die Botschaft von der grenzenlosen Liebe Gottes zur Welt verkündigen müsse. So hieß es in seiner Weihnachtspredigt 1896:

„Die Liebe Gottes zerschmelzt alles Schlechte, alles Gemeine, alles Verzweifelte; die Liebe Gottes zwingt auch den Tod. Aber es muß eine Gottesliebe sein; eine Liebe, die auch die Feinde liebt; eine Liebe, die unentwegt durch alles hindurchschreitet wie ein Held und sich nicht beleidigen, nicht verachten, nicht wegwerfen läßt; eine Liebe, die mit dem Helm der Hoffnung auf dem Haupt durch die Weit schreitet. Wir haben es bis jetzt nicht genug gewagt, zu sagen: Jesus ist geboren, und darum sind alle Kreaturen geliebt. … Jesus will als die grenzenlose Liebe Gottes verstanden werden. In dieser Liebe will er die Flamme sein, an der wir uns rein brennen. Es ist nur die Liebe, nur das Erbarmen Gottes, das uns in sein Gericht nimmt, damit wir frei werden von allem, was uns jetzt zu Sklaven und unglücklichen Menschen macht, die heute leben und morgen im Dunkel des Todes verschwinden.“

### Hinwendung zum Sozialismus
Aus diesem Impuls heraus nahm Blumhardt junior nun immer stärker Anteil an den akuten Alltagsproblemen der Arbeiter und der „sozialen Frage“. Im Jahr 1899 bekannte er sich auf einer Arbeiterversammlung in Göppingen als Jünger Jesu zum »Sozialismus«. Nachdem eine Zeitung fälschlicherweise berichtete, er sei der SPD beigetreten, wurde er in Kirchenkreisen heftig angefeindet. Daraufhin trat er tatsächlich der SPD bei und gab auf Druck der Kirchenbehörde sein Pfarramt auf. Im Dezember 1900 wurde er für den Wahlkreis Göppingen in den württembergischen Landtag gewählt, in dem er sechs Jahre lang wirkte.
Wegen dieser Wendung verlor Blumhardt viele seiner bisherigen Freunde und seinen Wirkungskreis als Bußprediger. Dennoch blieb er neben seiner politischen Arbeit Prediger und Seelsorger für die Gäste des Tagungshauses Bad Boll. Gesundheitlich angeschlagen reiste er in den Jahren 1905 und 1910 nach Ägypten, 1906 nach Palästina. 1907 zog er mit Anna von Sprewitz, der ihm „von Gott gesandten“ Lebensgefährtin seiner letzten Jahre (Elisabeth Schönhut, Urenkelin von Emilie Blumhardt), nach Wieseneck in Jebenhausen und begrenzte seine seelsorgerische Tätigkeit, nahm aber weiter regen Anteil am Zeitgeschehen. Zum Ausbruch des Ersten Weltkriegs nahm er so Stellung:

„In den Anfängen, da es doch auf der ganzen Welt anders werden soll. Die Finsternis wird zerbrechen an unserm Herrn Jesus Christus, dem Siegeshelden.“

An dieser eschatologischen Hoffnung hielt Blumhardt bis zu seinem Tod fest. Im Oktober 1917 erlitt er einen Schlaganfall, blieb aber Beter für die Gemeinde Jesu und die Rettung der Welt:

„Einst kommt der Tag, und bald kommt der Tag unseres Herrn Jesus Christus. Da wirst du dein Leben verstehen, da wirst du jauchzen über allem Schweren, das du gehabt hast, da wirst du danken für dich und andere, für deine Gegenwart und für deine Vergangenheit.“

### Nach dem Tod
Die Erben von Christoph Blumhardt schenkten im Jahr 1920 das Kurhaus, mit dem Kirchsaal, in Bad Boll der Herrnhuter Brüdergemeine.

## Würdigung
Blumhardts radikale Reich-Gottes-Erwartung – „einst und bald“ – und seine Entscheidung für den Sozialismus wurden im Bürgertum und der Kirche seiner Zeit abgelehnt. Doch gerade dieser Außenseiter der Vorkriegszeit beeinflusste diejenigen Theologen, die nach 1918 die öffentliche theologische Debatte prägten: allen voran Karl Barth, aber auch Hermann Kutter, Leonhard Ragaz und Eduard Thurneysen.
Heute erinnert die Evangelische Kirche in Deutschland am 2. August mit einem Gedenktag im Evangelischen Namenkalender an Blumhardt. Verschiedene Straßenbenennungen, etwa in Pforzheim und Einrichtungen, so das Gemeindezentrum in Sternenfels sind nach Christoph Blumhardt beziehungsweise Vater und Sohn Blumhardt benannt.

## Werke
hrsg. v. Eugen Jäckh:
- Hausandachten für alle Tage des Jahres, 1921
- Vom Reich Gottes. Aus Predigten und Andachten, 1922
- Von der Nachfolge Jesu Christi. 2. Auswahl aus Predigten und Andachten, 1923
- Abendgebete für alle Tage des Jahres, 1937
- Von der Führung Gottes. Briefe an Freunde, 1955

hrsg. v. Robert Lejeune:
- Auswahl aus Predigten und Andachten, 4 Bände, 1925–32
- Werke, in Teilbänden, erschienen zwischen 1938 und 1966.

hrsg. v. Johannes Harder:
- Worte des evang. Pfarrers und Landtagsabgeordneten Christoph Blumhardt, Wuppertal 1972
- Christoph Blumhardt – Ansprachen, Predigten, Reden, Briefe: 1865–1917, 3 Bde., Neukirchen-Vluyn 1978